# Binnish
Binnish (arabiska: بنش) är en subdistriktshuvudort i Syrien.   Den ligger i provinsen Idlib, i den nordvästra delen av landet, 270 kilometer norr om huvudstaden Damaskus. Binnish ligger 363 meter över havet och antalet invånare är 30 354.
Terrängen runt Binnish är platt. Runt Binnish är det ganska tätbefolkat, med 179 invånare per kvadratkilometer.. Närmaste större samhälle är Idlib, 7,7 kilometer väster om Binnish. 
Trakten runt Binnish består till största delen av jordbruksmark.